# Lillsjön (Bro socken, Uppland)
Lillsjön är en sjö i Upplands-Bro kommun i Uppland och ingår i Norrströms huvudavrinningsområde. Sjön är 8,6 meter djup, har en yta på 0,048 kvadratkilometer och är belägen 3 meter över havet. Vid provfiske har abborre, gädda och mört fångats i sjön.